# Burkholderiaceae
Burkholderiaceae é uma família de bactérias da ordem Burkholderiales.
Os seguintes gêneros são reconhecidos para a família:
- Burkholderia Yabuuchi, Kosako, Oyaizu, Yano, Hotta, Hashimoto, Ezaki & Arakawa 1993
- Chitinimonas Chang, Wang, Vandamme, Hwang, Chang & Chen 2004
- Cupriavidus Makkar & Casida 1987
- Lautropia Gerner-Smidt, Keiser-Nielsen, Dorsch, Stackebrandt, Ursing, Blom, Christensen, Christensen, Frederiksen, Hoffmann, Holten-Andersen & Ying 1995
- Limnobacter Spring, Kämpfer & Schleifer 2001
- Pandoraea Coenye, Falsen, Hoste, Ohlen, Goris, Govan, Gillis & Vandamme 2000
- Paucimonas Jendrossek 2001
- Polynucleobacter Heckmann & Schmidt 1987
- Ralstonia Yabuuchi, Kosako, Yano, Hotta & Nishiuchi 1996
- Thermothrix Caldwell, Caldwell & Laycock 1981
- Wautersia Vaneechoutte, Kämpfer, de Baere, Falsen & Verschraegen 2004